# 井伊直朗
井伊 直朗（いい なおあきら）は、越後与板藩の第6代藩主。直勝系井伊家10代。

## 生涯
寛延3年（1750年）5月4日、4代藩主・井伊直存の三男として江戸に生まれる。
宝暦10年（1760年）12月25日、先代藩主の兄・直郡が死ぬ前日にその養嗣子となり、翌年2月18日に跡を継いだ。大坂加番や奏者番を勤め、天明元年（1781年）9月には西の丸若年寄、文化元年（1804年）8月には城主格となり、参勤交代を行うことが義務化された。
文政2年（1819年）12月20日、江戸で死去した。享年70。婿養子としていた直広は寛政4年（1792年）閏2月に早世していたため、その子の直暉が跡を継いだ。
次男は、桑名藩主松平忠和の養子となり松平忠翼と改名。享和2年（1802年）、養父忠和の死去により、6代目の桑名藩主となった。

## 系譜
父母
- 井伊直存（実父）
- 貞松院 ー 古川氏、側室（実母）
- 井伊直郡（養父）

正室
- 宝池院 ー 田沼意次の次女

側室
- 吉田氏
- 寿松院 ー 岩松氏

子女
- 松平忠翼（次男）生母は吉田氏（側室）
- 井伊直経（七男）生母は寿松院（側室）
- 井伊直広正室
- 粲 ー 井伊直亮継室
- 毛利高翰正室
- 戸沢正親継室

養子
- 井伊直広 ー 井伊直幸の八男